# There for Me (La Bionda)
There for Me è un brano dei La Bionda pubblicato nel 1978 da Baby Records, estratto dall'album La Bionda.

## Descrizione
Autori del brano There for Me sono Carmelo La Bionda, Michelangelo La Bionda, Karel "Charly" Řičánek, (autori della melodia) e Richard Palmer-James (autore del testo)..
Del brano sono state in seguito incise alcune cover (in particolare da Sarah Brightman con altri cantanti) e fatti degli adattamenti in altre lingue (il più famoso dei quali è Fini, la comédie, brano inciso da Dalida).
(There for Me (1978))
Si tratta di una canzone d'amore: il protagonista chiede alla propria amata se lui sarà sempre nei suoi pensieri.
Il lato B del singolo conteneva un'altra hit dei La Bionda, One for You, One for Me, brano pubblicato anche come singolo. Il brano figura inoltre come Lato B del singolo One for You, One for Me.

## Tracce
1. There for Me – 2:44 (testo: Richard Palmer-James – musica: Carmelo La Bionda, Karel "Charly" Řičánek, Michelangelo La Bionda)
2. One for You, One for Me – 2:54

## Cover
- Sarah Brightman con José Cura e la London Symphony Orchestra There for Me (1997)
- Sarah Brightman e Josh Groban (2001)
- Paul Potts e Hayley Westenra (con  il titolo Sei con me (There for Me, 2009)[1]
- Schatteman & Couvreur (1998)
- Alla melodia del brano è stato adattato nel 1981 un testo in francese dal paroliere Pierre Delanoë.[1] Il brano, intitolato Fini, la comédie, venne inciso da Dalida.[1] Di questa versione sono state incise delle cover da Patty Pravo e da Hélène Ségara.[1]
- Sei con me (There for Me), con testi in italiano di Chiara Ferraù[1] (v. sopra)
- Je serai là pour toi, versione in francese incisa nel 2002 da Marilou e Gino Quilico[3]
- Il brano è stato reinterpretato in chiave chillout da Sara Wilma Milani feat Carmelo La Bionda (2020)